# Chloé Jouannet
Chloé Jouannet (17 ottobre 1997) è un'attrice francese.

## Biografia
Jouannet è la figlia degli attori Thomas Jouannet e Alexandra Lamy. Ha fatto la sua prima apparizione al cinema all'età di 12 anni in un piccolo ruolo nel film Lucky Luke, dove ha recitato al fianco della madre e del patrigno, Jean Dujardin, ma è stato grazie al suo ruolo nella commedia drammatica Un'estate in Provenza, diretta da Rose Bosch, che è venuta alla ribalta, dove ha interpretato un'adolescente ribelle al fianco di Jean Reno e Anna Galiena.

## Vita privata
Nel 2016 ha confermato ufficialmente la sua relazione con l'attore Zacharie Chasseriaud. Ha vissuto a Londra con sua madre tra il 2013 e il 2018. Nell'ottobre 2020 ha ufficializzato la sua relazione con Sandor Funtek.

## Filmografia

### Cinema
- Lucky Luke, regia di James Huth (2009)
- Un'estate in Provenza (Avis de mistral), regia di Roselyne Bosch (2014)
- AAA genero cercasi (Le Gendre de ma vie), regia di François Desagnat (2018)
- Vita nella banlieue (Banlieusards), regia di Kery James e Leïla Sy (2019)
- Notre-Dame in fiamme (Notre-Dame brûle), regia di Jean-Jacques Annaud (2022)
- Mon héroïne, regia di Noémie Lefort (2022)
- Vita nella banlieue 2 (Banlieusards 2), regia di Kery James e Leïla Sy (2023)

### Televisione
- Derby Girl, regia di Nikola Lange - webserie (2020-2022)
- Luther, regia di David Morley - serie TV (2021)
- Touchées, regia di Alexandra Lamy - serie TV (2022)
- Killer Coaster, regia di Nikola Lange - serie TV (2023)